# 金鐘獎節目類導演獎
金鐘獎節目類導演獎是由文化部影視及流行音樂產業局在臺灣舉辦的現行頒發獎項。

## 歷屆得獎暨入圍名單
|  | 獲獎者 |

### 非戲劇類導播(導演)獎（第36屆~第38屆）
| 年度 （屆數）   | 電視作品                                                                   |
| --------------- | -------------------------------------------------------------------------- |
| 2001 （第36屆） | 劉嵩／《城市的遠見》財團法人公共電視文化事業基金會                         |
| 2001 （第36屆） | 李玲玲／《SURLIVE3-5》                                                     |
| 2001 （第36屆） | 舒婷婷／《IQ GO》                                                          |
| 2001 （第36屆） | 黃建亮／《震起的台灣》                                                     |
| 2001 （第36屆） | 翟倩玫／《中視新聞全球報導》                                               |
| 2002 （第37屆） | 萬榮奭／《經典—滄海鹽田》大愛衛星電視股份有限公司                          |
| 2002 （第37屆） | 林義雄／《勁歌金曲》                                                       |
| 2002 （第37屆） | 高明帝／《韓熙載夜宴圖》                                                   |
| 2002 （第37屆） | 魯虎憑／《經典—雪山傳奇》                                                  |
| 2002 （第37屆） | 鄭德華／《客家人客家歌》                                                   |
| 2003 （第38屆） | 朱詩倩、楊力州／《紀錄觀點—新宿驛‧東口以東》財團法人公共電視文化事業基金會 |
| 2003 （第38屆） | 王志成(王船舷)／《台灣百年人物誌》                                         |
| 2003 （第38屆） | 吳泰維、許鴻龍／《新世代觀察家》                                           |
| 2003 （第38屆） | 李學主／《經典-台灣淡水魚、花與蟲》                                        |
| 2003 （第38屆） | 魯虎憑／《經典-舊驛風華（台灣老火車站）、南湖大山》                        |

### 非戲劇類導播(演)獎（第39屆~第41屆）
| 年度 （屆數）   | 電視作品                                                             |
| --------------- | -------------------------------------------------------------------- |
| 2004 （第39屆） | 黃友棣／《王船舷「文化大師薪火相傳」》財團法人公共電視文化事業基金會 |
| 2004 （第39屆） | 黃啟哲／《台灣紅歌星》                                               |
| 2004 （第39屆） | 麥覺民、阮昌麟／《MIT台灣誌》                                        |
| 2004 （第39屆） | 葉鴻洲／《台灣地方誌》                                               |
| 2004 （第39屆） | 劉嵩／《我們的故鄉我們的故事》                                       |
| 2005 （第40屆） | 李麗芳／《超級大富翁-開運大作戰》台灣電視公司                        |
| 2005 （第40屆） | 徐秀華／《綜藝大集合》                                               |
| 2005 （第40屆） | 蔡文傑／《部落生態地圖》                                             |
| 2005 （第40屆） | 林彥輝／《「留聲-華人音樂家」系列之「愛國的叛國者-馬思聰」》         |
| 2005 （第40屆） | 葉鴻洲／《古戰場風雲錄-決戰大員島》                                  |
| 2006 （第41屆） | 沈可尚／綻放真台灣-《賽鴿風雲》香港商亞太星空傳媒有限公司台灣分公司  |
| 2006 （第41屆） | 史筱筠／綻放真台灣-《靈域對話》                                      |
| 2006 （第41屆） | 黃啟哲／《台灣的歌》                                                 |
| 2006 （第41屆） | 劉章雄／《草地狀元》                                                 |
| 2006 （第41屆） | 鄧文斌／綻放真台灣-《蝴蝶密碼》                                      |

### 非戲劇類節目導播(演)獎（第42屆～第47屆）
| 年度 （屆數）   | 電視作品                                                                          |
| --------------- | --------------------------------------------------------------------------------- |
| 2007 （第42屆） | 湯湘竹／《尋找蔣經國－有！我是蔣經國》威象國際影視有限公司                        |
| 2007 （第42屆） | 李淑君／《看見台灣－原音台灣》                                                    |
| 2007 （第42屆） | 許明淳／《《「台灣棒球百年風雲」第7集》                                           |
| 2007 （第42屆） | 符昌鋒／《打拚－台灣人民的歷史：福爾摩沙》                                        |
| 2007 （第42屆） | 麥覺明／《MIT台灣誌－玉山》                                                       |
| 2008 （第43屆） | 麥覺明／《MIT台灣誌》中國電視事業股份有限公司                                     |
| 2008 （第43屆） | 王夢黛／《草地狀元》                                                              |
| 2008 （第43屆） | 邱顯忠／《以藝術之名》                                                            |
| 2008 （第43屆） | 洪智育、吳國忠／《台灣客翻天》                                                    |
| 2008 （第43屆） | 羅文傑、鄭安麟 ／《冒險王》                                                       |
| 2009 （第44屆） | 劉嵩、謝欣志／紀錄觀點-《福爾摩沙的指環：與大自然的對話》寶花傳播有限公司（公視） |
| 2009 （第44屆） | 王曉慧、辛翠蕓／《冒險王》                                                        |
| 2009 （第44屆） | 阮昌麟／《MIT台灣誌》                                                             |
| 2009 （第44屆） | 李鶴壽、傅偉智／《誰來晚餐2》                                                     |
| 2009 （第44屆） | 謝欣志／《大愛全記錄》                                                            |
| 2010 （第45屆） | 柯金源／紀錄觀點－《森之歌》財團法人公共電視文化事業基金會                        |
| 2010 （第45屆） | 許鴻龍／綻放真台灣3－《灰面鷲傳奇》                                               |
| 2010 （第45屆） | 馮振隆／發現－《台灣大地奧秘：火山的故事》                                        |
| 2010 （第45屆） | 謝欣志／《奔流》                                                                  |
| 2010 （第45屆） | 謝禮安、賀照縈／《爺奶搶時間》                                                    |
| 2011 （第46屆） | 沈可尚、盧元奇／《遙遠星球的孩子》財團法人公共電視文化事業基金會                  |
| 2011 （第46屆） | 謝禮安、傅偉智／誰來晚餐3—《譚老爹的玉山夢》                                      |
| 2011 （第46屆） | 柯金源／紀錄觀點—《退潮》                                                         |
| 2011 （第46屆） | 賴展文、梁明晄／甘肅專題—《遷徙：黃土地上的悲喜劇》                               |
| 2011 （第46屆） | 鄧文斌／《福島的驚嘆》                                                            |
| 2012 （第47屆） | 唐振瑜／戀戀金門—《落番》財團法人公共電視文化事業基金會                           |
| 2012 （第47屆） | 李偉傑／《寶貝台灣系列：九九蜂鷹》                                                |
| 2012 （第47屆） | 陳星鳳、羅盛達、蘇玲瑤／《百年民與國》                                            |
| 2012 （第47屆） | 蔡侑勳／綻放真台灣4 Taiwan to the World 4—《綠色寶藏》                            |
| 2012 （第47屆） | 韓欣欣／綻放真台灣4 Taiwan to the World 4—《星空搜捕手》                          |

### 非戲劇類節目導演獎（第49屆~第56屆）
| 年度 （屆數）   | 電視作品                                                                  |
| --------------- | ------------------------------------------------------------------------- |
| 2014 （第49屆） | 吳米森／《青春的進擊—關於二十，以及¬_¬_。》財團法人公共電視文化事業基金會 |
| 2014 （第49屆） | 柯金源／《守望台灣—餘生˙共游（上）（下）》                                |
| 2014 （第49屆） | 姚執善／《台灣菁英戰士：陸戰蛙人》                                        |
| 2014 （第49屆） | 陳樂人／《台灣大自然系列—有雞可尋》                                       |
| 2014 （第49屆） | 黃建亮、林冠廷／《台灣無比精彩》                                          |
| 2015 （第50屆） | 劉志雄／《浩克慢遊》財團法人公共電視文化事業基金會                        |
| 2015 （第50屆） | 江國賓／《【展翅的生命力】之一：迷霧森林裡的活寶石》                      |
| 2015 （第50屆） | 李學主、陳筠（烏鈺涵）／《發現～回到大海的蛇》                            |
| 2015 （第50屆） | 柯金源／《紀錄觀點–命水》                                                 |
| 2015 （第50屆） | 黃建亮／《綻放真台灣5–魚之島：台灣好吃魚》                                |
| 2016 （第51屆） | 柯金源／《紀錄觀點–海》財團法人公共電視文化事業基金會                     |
| 2016 （第51屆） | 李立劭／《紀錄觀點–南國小兵》                                             |
| 2016 （第51屆） | 姚執善／《台灣菁英戰士–傲氣飛鷹》                                         |
| 2016 （第51屆） | 陳惠武／《'aledet美味阿樂樂滋》                                           |
| 2016 （第51屆） | 黃鴻儒／《Hakka Night我的觀點》                                           |
| 2017 （第52屆） | 吳米森／《紀錄觀點 再見原鄉》財團法人公共電視文化事業基金會               |
| 2017 （第52屆） | 朱介任／《電視音樂專輯》                                                  |
| 2017 （第52屆） | 徐進輝、陳一松、舒夢蘭／《聚焦全世界》                                    |
| 2017 （第52屆） | 陳昱廷、楊淇勝／《二二八‧柒拾-少了一個之後》                              |
| 2017 （第52屆） | 鄭慧玲／《Hakka Night 我的觀點》                                          |
| 2018 （第53屆） | 林泰瑋／《十點全紀錄》春雷創意顧問有限公司                                |
| 2018 （第53屆） | 李惠仁／《：控制》                                                        |
| 2018 （第53屆） | 胡道明、楊守義／《綻放真台灣 6-終極英雄》                                 |
| 2018 （第53屆） | 齊怡、劉佩怡／《島嶼傳燈人》                                              |
| 2018 （第53屆） | 謝欣志／《紀錄觀點》                                                      |
| 2019 （第54屆） | 劉嵩／《農村的遠見》寶花傳播有限公司                                      |
| 2019 （第54屆） | 柯金源／《紀錄觀點 前進》                                                 |
| 2019 （第54屆） | 楊守義、STEFANO CENTINI／《透視內幕 衛武營國家藝文中心》                  |
| 2019 （第54屆） | 盧曉筠／《臺灣部落寶藏第2季》                                             |
| 2020 （第55屆） | 柯金源／《紀錄觀點 神殿》財團法人公共電視文化事業基金會                   |
| 2020 （第55屆） | 江國梁、黃至琦、謝光誠／《世界新天目》                                    |
| 2020 （第55屆） | 林名遠／《我，存在 —原住民影像紀錄 Ta'u存在》                             |
| 2020 （第55屆） | 林慧芬、李文鴻／《似水華年—那年盛夏的花火》                               |
| 2020 （第55屆） | 劉嵩／《農村的遠見 第二季》                                               |
| 2021 （第56屆） | 李立劭／公視紀實─《獨舞者的樂章》艾巴克影像體有限公司                     |
| 2021 （第56屆） | 李鶴壽、林雨禪／《我又在市場待了一整天─島民的自信海味：澎湖北宸市場》     |
| 2021 （第56屆） | 林琬玉／《文化容顏─建築 秋華 王秋華》                                     |
| 2021 （第56屆） | 符昌鋒、王俊雄／《不羈─臺灣百年流變與停泊》                               |
| 2021 （第56屆） | 盧曉筠／公視紀實─《月港蜂雲》                                             |

### 一般節目類導演獎（第57屆）
| 年度 （屆數）   | 電視作品                                                                            |
| --------------- | ----------------------------------------------------------------------------------- |
| 2022 （第57屆） | 楊孟嘉／公視紀實─《下一站》財團法人公共電視文化事業基金會、華星八方傳播股份有限公司 |
| 2022 （第57屆） | 吳文睿／《神之器-礱之旅》                                                           |
| 2022 （第57屆） | 林佑恩／公視紀實─《度日》                                                           |
| 2022 （第57屆） | 張颿駿、夏紹虞／《下一步，AI。NEXT，愛》                                            |
| 2022 （第57屆） | 許哲嘉／紀錄觀點《捕鰻的人》                                                        |

### 節目類導演獎（第58屆~至今）
| 年度 （屆數）   | 電視作品                                                                         |
| --------------- | -------------------------------------------------------------------------------- |
| 2023 （第58屆） | 張皓然／公視紀實《獨弦之歌》先決影像製作有限公司、財團法人公共電視文化事業基金會 |
| 2023 （第58屆） | Tommaso Muzzi 多木子／《我，存在原住民影像紀錄 -NdaanMpmaduk 入山》              |
| 2023 （第58屆） | 齊怡、劉佩怡／公視紀實《勳章》                                                   |
| 2023 （第58屆） | 劉嵩／《南國啟示錄》                                                             |
| 2023 （第58屆） | 鐘適芳／客家紀錄片《藝術與人生系列-我們在此相遇》                                |
| 2024 （第59屆） | 姜智承／《小孩酷斯拉2》                                                          |
| 2024 （第59屆） | 洪淳修／紀錄觀點《那些鳥事》                                                     |
| 2024 （第59屆） | 陳榮濱／《活力新故鄉》                                                           |
| 2024 （第59屆） | 程紀皓／《群山之島與不去會死的他們2》                                            |
| 2024 （第59屆） | 蔣煥民、孫曉彤／《文藝賦格-鄉關何處》                                            |
| 2025 （第60屆） |                                                                                  |
|                 |                                                                                  |
|                 |                                                                                  |
|                 |                                                                                  |
|                 |                                                                                  |

## 外部連結
- 廣播電視金鐘獎官方網站 （页面存档备份，存于）
- 歷屆電視金鐘獎得獎入圍名單 （页面存档备份，存于），文化部影視及流行音樂產業局